# Операция «Атаман»
Операция «Атаман» — оккупация северного Фриули (Италия) казачьими войсками, входившими в состав Вермахта, в рамках закрепления в районе боевых действий Адриатического побережья во время Второй мировой войны.

## История
Во время вторжения в СССР немецкие и итальянские вооружённые силы включили несколько десятков тысяч казаков-добровольцев в состав Вермахта, Ваффен-СС и Королевской итальянской армии.
10 ноября 1943 года, когда Советский Союз уже отвоевал огромную часть территорий, утраченных в 1941—1942 годах, министр оккупированных территорий Альфред Розенберг и командующий вермахта Вильгельм Кейтель в своей прокламации заверили донских казаков Кубани и Терека, что на время, пока их возвращение на свои земли будет невозможно, для них будут созданы автономии на территории Европы.
В течение лета 1944 года верхняя часть Фриули была ареной многочисленных партизанских операций, 26 сентября 1944 года там была провозглашена Партизанская республика Карния. В июле 1944 года командующий СС и полицией Триеста Одило Глобочник договорился о размещении казачьих войск в этом районе. Операция «Атаман» началась с того, что в течение нескольких недель пятьюдесятью товарными поездами в район Фриули были направлены 22 000 казаков (9 000 солдат, 6 000 «стариков», 4 000 «членов семьи» и 3 000 «детей»), а также 4 000 «кавказцев» (2 000 солдат и столько же членов семей).

#### Казакенленд
После того, как в октябре 1944 года свободная зона Карния была разгромлена нацистско-фашистскими войсками, казаки начали создание обещанного немцами «Казакенленда в Северной Италии», копируя свою социальную организацию, образ жизни и религиозные церемонии в деревнях. Муниципалитет Вердзеньис стал резиденцией верховного предводителя казачьего войска атамана Краснова, а некоторые итальянские города были переименованы в названия русских городов: Алессо был переименован в Новочеркасск, Трасагис в Новороссийск, Каваццо в Краснодар, а Толмеццо стал резиденцией казачьего совета.
С наступлением союзников в Италии казаки Карнии отступили через перевал Монте-Кроче-Карнико в сторону Австрии, где 9 мая 1945 года они сдались английским войскам возле города Лиенц. В общей сложности вместе с членами семейств, число покинувших Италию казаков было около 40 тысяч человек.
Вскоре британское командование в соответствии с Ялтинским договором передало пленных казаков СССР. Переданные Советскому Союзу казаки были направлены в ГУЛАГ, где, по некоторым оценкам, выжила только половина из них. Немногие, кто избежал плена, были рассеяны по остальной Европе.